# Wau Salaam FC
Wau Salaam FC – południowosudański klub piłkarski z siedzibą w Wau, drugim pod względem wielkości mieście kraju. Wau Salaam FC jest jednokrotnym mistrzem Sudanu Południowego.

## Historia
Klub Wau Salaam FC został założony w 1964 roku. Swoje mecze rozgrywa na Wau Stadium, który mieści 5 000 kibiców. Był to pierwszy w historii zespół z Sudanu Południowego, który wystąpił w Klubowym Pucharze CECAFA. Przegrał tam wszystkie trzy mecze i opadł w fazie grupowej, zajmując ostatnią pozycję. W swoim debiucie w pucharach uległ 0:7 zespołowi APR FC z Rwandy. Następnie przegrał 1:7 z Young Africans SC z Tanzanii, a na koniec uległ 0:5 Atlético Olympic FC z Burundi. Jedyną bramkę w pucharach zdobył w meczu z Young Africans SC w doliczonym czasie gry Leon Uso Khamis. Tym samym stał się pierwszym piłkarzem w historii Sudanu Południowego, który zdobył bramkę w afrykańskich pucharach.
Wau Salaam FC jest jednym z trzech mistrzów krajowych w całej historii. Jedyne mistrzostwo wywalczył w sezonie 2011/2012. Nigdy nie wygrał Pucharu Sudanu Południowego.

## Sukcesy
- Mistrz Sudanu Południowego (1 raz): 2012

## Występy w afrykańskich pucharach
- Klubowy Puchar CECAFA: 1 występ

2012 – faza grupowa

## Skład
Skład zespołu na sezon 2012/2013
| Nr | Poz. | Piłkarz              |
| -- | ---- | -------------------- |
| 1  | BR   | Nizar Bihan Taban    |
| 2  | OB   | Edwad Simon Jovan    |
| 19 | PO   | Aghahowa Nosa        |
| 18 | OB   | Kalu Michael         |
| 7  | PO   | Khamis Deshama Ulama |
| 8  | PO   | Khalid Juma          |
| 17 | NA   | Innocent Kinyera     |
| 10 | NA   | Oliver Paul Kangi    |
| 22 | OB   | Joseph Rufino Wasa   |
| 11 | NA   | Johana Costa         |

| Nr | Poz. | Piłkarz                 |
| -- | ---- | ----------------------- |
| 24 | OB   | Musa Juma Ismail        |
| 14 | NA   | Thomas Rufino Thomas    |
| 6  | OB   | Santino Makueyi Uyu     |
| 15 | PO   | Akot Kuac               |
| 23 | BR   | Jarues Uyu Abdallah     |
| 45 | BR   | Simon Angelo            |
| 12 | OB   | Richard Ziberi          |
| 21 | PO   | Mabok Paul Manyang      |
| 55 | OB   | Bat Jerfas              |
|    | NA   | Marijan Batista Marijan |